# Yên Dũng
Yên Dũng là một phường thuộc tỉnh Bắc Ninh, Việt Nam.

## Địa lý
Phường Yên Dũng có vị trí địa lý:
- Phía đông giáp phường Cảnh Thụy và xã Phù Lãng
- Phía tây giáp các phường Tiền Phong và Nếnh
- Phía nam giáp các phường Nhân Hòa, Quế Võ và Đào Viên
- Phía bắc giáp phường Tân Tiến.

Phường Yên Dũng có diện tích 52,42 km², dân số 44.149 người, mật độ dân số đạt 842 người/km².

## Hành chính
Phường Yên Dũng được chia thành 15 tổ dân phố: 1, 2, 3, 4, 5, 6, Đông Hương, Kem, Minh Phượng, Phấn Lôi, Phương Sơn, Tân Cương, Thắng Cương, Thắng Lợi Hạ, Thắng Lợi Thượng.

## Lịch sử
Ngày 23 tháng 4 năm 1958, Bộ Nội vụ ban Nghị định số 145-NV về việc thành lập xã Nham Sơn thuộc huyện Yên Dũng trên cơ sở 13 xóm: Dân Trâu, Dục Phương, Dục Sơn Hạ, Dục Sơn Thượng, Kem Hạ, Kem Thượng, Kem Trung, Lang Núi Hạ, Lang Núi Trung, Minh Đức, Phấn Lôi Cho, Phấn Lôi Đông, Phấn Lôi Núi của xã Quang Trung.
Xã Quang Trung còn lại 12 xóm: Bến Đông Dương, Bến Hương Tảo, Đông Dương, Làng Hương Tảo, Phấn Lôi Hạ, Phấn Lôi Thượng, Tảo Dưới, Thắng Cương, Thắng Lợi Hạ, Thắng Lợi Thượng, Trại Hương, Trại Hương Tảo.
Ngày 27 tháng 10 năm 1962, Quốc hội ban hành Nghị quyết về việc thành lập tỉnh Hà Bắc trên cơ sở tỉnh Bắc Giang và tỉnh Bắc Ninh. Khi đó, xã Nham Sơn và xã Thắng Cương thuộc huyện Yên Dũng, tỉnh Hà Bắc.
Năm 1965, đổi tên xã Quang Trung thành xã Thắng Cương.
Ngày 29 tháng 8 năm 1994, Chính phủ ban hành Nghị định số 103-CP về việc thành lập thị trấn Neo – thị trấn huyện lỵ của huyện Yên Dũng trên cơ sở thôn Tân An của xã Cảnh Thụy, thôn Phấn Lôi của xã Nham Sơn và thôn Bến Đám của xã Tân Liễu.
Sau khi thành lập, thị trấn Neo có 421,75 ha diện tích tự nhiên và 4.886 người. Xã Nham Sơn còn lại 1.138,14 ha diện tích tự nhiên và 5.189 người.
Ngày 6 tháng 11 năm 1996, Quốc hội ban hành Nghị quyết về việc chia tỉnh Hà Bắc thành tỉnh Bắc Giang và tỉnh Bắc Ninh. Khi đó, thị trấn Neo và các xã Nham Sơn, Thắng Cương thuộc huyện Yên Dũng, tỉnh Bắc Giang.
Đến năm 2018, thị trấn Neo có diện tích 5,80 km², dân số là 6.274 người, mật độ dân số đạt 1.082 người/km². Xã Nham Sơn có diện tích 10,98 km², dân số là 5.588 người, mật độ dân số đạt 509 người/km², có 4 thôn: Đông Hương, Minh Phượng, Kem, Phương Sơn. Xã Thắng Cương có diện tích 5,18 km², dân số là 2.358 người, mật độ dân số đạt 455 người/km², có 5 thôn: Phấn Lôi, Tân Cương, Thắng Cương, Thắng Lợi Thượng, Thắng Lợi Hạ.
Ngày 21 tháng 11 năm 2019, Ủy ban Thường vụ Quốc hội ban hành Nghị quyết số 813/NQ-UBTVQH14 về việc sắp xếp các đơn vị hành chính cấp xã thuộc tỉnh Bắc Giang (nghị quyết có hiệu lực từ ngày 1 tháng 1 năm 2020). Theo đó, thành lập thị trấn Nham Biền – thị trấn huyện lỵ của huyện Yên Dũng trên cơ sở toàn bộ 5,80 km² diện tích tự nhiên, 6.274 người của thị trấn Neo; toàn bộ 10,98 km² diện tích tự nhiên, 5.588 người của xã Nham Sơn và 5,18 km² diện tích tự nhiên, 2.358 người của xã Thắng Cương.
Thị trấn Nham Biền có 21,96 km² diện tích tự nhiên và quy mô dân số 14.220 người.
Tính đến ngày 31 tháng 12 năm 2023, thị trấn Nham Biền có 21,88 km² diện tích tự nhiên, quy mô dân số là 19.111 người và 15 tổ dân phố: 1, 2, 3, 4, 5, 6, Đông Hương, Kem, Minh Phượng, Phấn Lôi, Phương Sơn, Tân Cương, Thắng Cương, Thắng Lợi Hạ, Thắng Lợi Thượng.
Ngày 28 tháng 9 năm 2024, Ủy ban Thường vụ Quốc hội ban hành Nghị quyết số 1191/NQ-UBTVQH15 về việc sắp xếp đơn vị hành chính cấp huyện, cấp xã của tỉnh Bắc Giang giai đoạn 2023 – 2025 (nghị quyết có hiệu lực từ ngày 1 tháng 1 năm 2025). Theo đó:
- Sáp nhập thị trấn Nham Biền thuộc huyện Yên Dũng vào thành phố Bắc Giang quản lý.
- Thành lập phường Nham Biền thuộc thành phố Bắc Giang trên cơ sở toàn bộ 21,88 km² diện tích tự nhiên và quy mô dân số là 19.111 người của thị trấn Nham Biền.

Ngày 16 tháng 6 năm 2025, Ủy ban Thường vụ Quốc hội ban hành Nghị quyết số 1658/NQ-UBTVQH15 của UBTVQH về việc sắp xếp các đơn vị hành chính cấp xã của tỉnh Bắc Ninh năm 2025. Theo đó, sắp xếp toàn bộ diện tích tự nhiên, quy mô dân số của phường Tân Liễu, phường Nham Biền và xã Yên Lư thành phường mới có tên gọi là phường Yên Dũng.

## Địa chỉ trụ sở các cơ quan
- Trụ sở UBND phường: Đường Trần Hưng Đạo, tổ dân phố 4, phường Yên Dũng
- Trung tâm phục vụ hành chính công: Đường Trần Hưng Đạo, tổ dân phố 4, phường Yên Dũng

- Công an phường: Đường Hoàng Hoa Thám, tổ dân phố 1, phường Yên Dũng